# Peter Mervyn Hunt
Peter Mervyn Hunt (ur. 1916, zm. 1988) – brytyjski wojskowy, szef Sztabu Generalnego, syn H. V. Hunta.
Absolwent Wellington College. W 1966 został komendantem Royal Military College w Sandhurst. W 1968 objął dowództwo nad Siłami Lądowymi Dalekiego Wschodu. W latach 1970–1973 dowodził brytyjską Armią Renu. W 1973 został szefem Sztabu Generalnego British Army. Pozostawał na tym stanowisku do 1976, kiedy to odszedł na emeryturę. W latach 1980–1985 był konstablem Tower of London. Był kawalerem Krzyża Wielkiego Orderu Łaźni, Distinguished Service Order oraz oficerem Orderu Imperium Brytyjskiego.
24 lutego 1940 poślubił Anne Stopford (ur. 16 listopada 1919, zm. 19 lipca 1966), córkę wiceadmirała Arthura Stopforda i Mary Chester-Master, córki Godfreya Chester-Mastera. Z małżeństw urodziło się dwoje dzieci:
- Robin Chester Vaughan Hunt (ur. 1942), ożenił się z Charlotte Munro,
- Nicola Hunt (ur. 1944), żona kapitana Timothy'ego Donkina.